# Ghat (trappa)

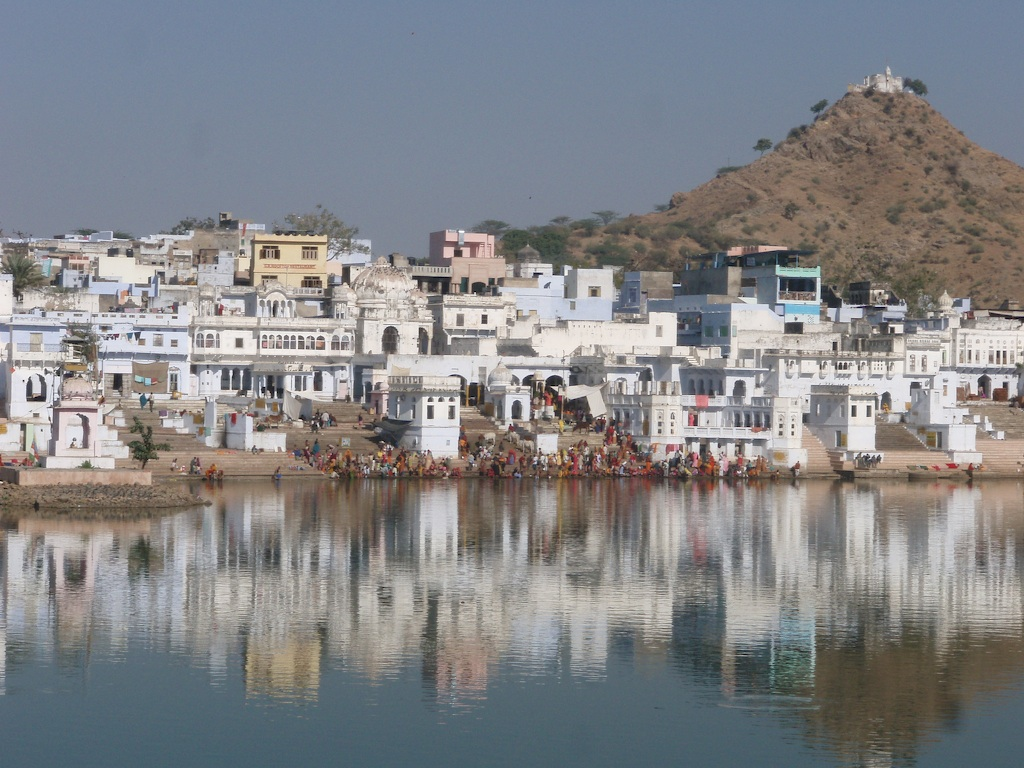
Ghats vid Pushkarsjön i staden Pushkar.

En ghat (av sanskrit: घट्ट, ghaṭṭa) är en typ av trappa till en strand i Indien och kulturellt angränsande länder. De mest kända ghats leder ner till floden Ganges i staden Varanasi (även kallad Benares), en av världens äldsta städer som fortfarande är i bruk. De breda, monumentala stentrapporna som kantar floden har bekostats av olika maharadjor som markerat sin insats genom namngivning av särskilda ghats. Trapporna har både ett socialt och ett religiöst användningsområde. Här träffas man, badar, doppar sig rituellt och får visa mäns välsignelse, alltmedan folkliv, djurliv, försäljning och båtturer pågår.